# Туризм в Нижегородской области
Туризм в Нижегородской области — часть туризма в России на территории Нижегородской области.
Государственное управление туризмом в области осуществляет Министерство поддержки и развития малого предпринимательства, потребительского рынка и услуг Нижегородской области. При Министерстве действует общественный экспертно-консультативный Координационный совет по развитию туризма, который корректирует и контролирует реализацию областной целевой программы «Развитие внутреннего и въездного туризма в Нижегородской области».

## История развития туризма в Нижегородской области
В 1929 году в Нижнем Новгороде открылось отделение Российского общества туристов.
В силу нахождения в Нижнем Новгороде (на тот момент Горьком) оборонных заводов, с 4 августа 1959 года согласно постановлению Совета Министров СССР он стал закрытым городом для иностранцев. Впоследствии это сказалось на низком притоке туристов и слабом развитии Горьковского аэропорта. Круизные теплоходы по Волге с иностранными туристами на борту проходили через Горький ночью, без высадки на берег. В 1991 году Нижний Новгород перестал быть закрытым городом, что способствовало развитию туризма в нём.
В области имеется системный подход к развитию туристского комплекса. Начиная с 2007 года утверждаются областные целевые программы «Развитие внутреннего и въездного туризма в Нижегородской области». Были утверждены программы на 2007 −2011 (утверждена постановлением Правительства Нижегородской области от 30.11.2006 № 398), 2009—2011 (утверждена Постановлением Правительства области от 30.04.2009 № 265), 2012—2016 (утверждена постановлением Правительства Нижегородской области от 04.10.2011 № 797) годы. В 2007 году Нижегородскую область посетило 630 527 туристов, сделавших не менее одной ночёвки, в том числе 866 иностранных граждан, что на 6 % больше, чем показатели туристического потока 2006 года.
В 2008 году был принят Закон Нижегородской области от 12 февраля 2008 года № 8-З «О туристской деятельности на территории Нижегородской области».
В 2008 году Нижегородскую область посетило 700 тысяч туристов, в том числе 51 тысяча иностранных граждан.
По состоянию на 2009 год в Нижегородской области действовало 171 коллективное средство размещения, с общей вместимостью 21132 места.
По состоянию на 2010 год из 217 туристских агентств 54 компании имели статус туристских операторов и были внесены в Единый государственный реестр туристических операторов, 7 из них имели право заниматься международным туризмом. Туристический поток в область в 2010 году составлял 580,2 тысяч человек, при этом количество выезжающих из региона туристов значительно превышало количество въезжающих, 80 тысяч туристов воспользовались услугами туристических фирм Нижегородской области по организации отдыха за рубежом.
По состоянию на 2013 год в области было зарегистрировано 82 туристических оператора, 80 % из которых предоставляли услуги на внутреннем рынке, 11 % предоставляли услуги по отправке туристов за границу, 8,5 % занимались въездным туризмом.
В 2017 году Нижегородская область демонстрировала одни из самых высоких в России темпы роста туристского потока и занимала 8 место среди субъектов Российской Федерации по туристскому потоку.
В рамках подготовки к проведению в Нижнем Новгороде игр Чемпионата мира по футболу 2018 года была модернизирована туристская инфраструктура города: открыты новые гостиницы, благоустроена Нижневолжская набережная, появились новые места для отдыха, отремонтированы фасады домов. Более 200 тысяч болельщиков из 80 стран мира посетили Нижний Новгород за время проведения пяти игр чемпионата. Специально для болельщиков были разработаны более 20 туристических маршрутов по Нижегородской области по трём направлениям: программы приёма гостей чемпионата класса luxury, межрегиональные туры из Москвы в Нижний Новгород и город проведения следующей игры, а также пешеходные и автобусно-пешеходные экскурсии по Нижнему Новгороду.
- Городец. «Город мастеров»
- "Сергиевская Слобода" г. Бор
- "Моховые горы" г. Бор
- Фестиваль бардовской песни «Заозерье»
- Нижегородский кремль
- Дивеевский монастырь

## Виды туризма в Нижегородской области
Наибольшую долю во внутреннем туризме Нижегородской области занимают лечебно-рекреационный, культурно-познавательный, деловой и круизный виды туризма. Развивается событийный и приключенческий туризм с активными
формами передвижения.
Основные туристические достопримечательности сосредоточены в Нижнем Новгороде. Популярными являются двух- и трёхдневные туры по северному и южному кольцу Нижегородской области. Маршрут «Нижний Новгород — Городец — Семёнов — Светлояр — Нижний Новгород» знакомит туристов с народными художественными промыслами: хохломской росписью, городецкой росписью, золотой вышивкой и резьбой по дереву. Также популярен маршрут «Нижний Новгород — Арзамас — Дивеево — Большое Болдино — Нижний Новгород», включающий паломнические и культур-но познавательные объекты.

### Промышленный туризм
В Нижегородской области объектом промышленного туризма является Выксунский металлургический завод. На предприятии разработано три экскурсионных маршрута: «Рождение труб большого диаметра», «Удивительные превращения стали» и «Мир горячих колес», которые демонстрируют полный цикл стального проката, изготовление труб, используемых для строительства магистральных газопроводов «Северный поток», «Сила Сибири», изготовление колёс для железнодорожных составов и поездов метро. Также объектом показа на заводе является роспись на фасаде «Выкса 10 000», которая занимает площадь 10 800 квадратных метров и входит в книги рекордов Европы и России. Кроме обычных туров по заводу также разработаны туры с сопровождением на русском языке жестов для гостей с ограничениями по слуху. На Выксунском металлургическом заводе находятся уникальные памятники промышленной архитектуры и технического искусства, построенные русским инженером Владимиром Григорьевичем Шуховым в конце XIX века. Это цех с первыми в мире парусообразными стальными сетчатыми оболочками покрытия двоякой кривизны и одна из первых в мире гиперболоидных конструкций — стальная ажурная сетчатая гиперболоидная башня. В 2018 году Выксунский металлургический завод стал призёром регионального и всероссийского этапов конкурса «Маршрут года» в номинации «Лучший маршрут на действующее производство».

### Событийный туризм
Среди фестивальных ивент-проектов, пользующихся популярностью у туристов можно выделить туристско-выставочный комплекс «Музейный квартал» в городе Городец.
В 2017 году два мероприятия Нижегородской области стали лауреатами национальной премии «Russian Event Awards», которая является отраслевой наградой и присуждается по итогам открытого конкурса проектов за достижения в области развития индустрии событийного туризма. Победителем в номинации «Лучшее туристическое событие в области культуры» стала «Горьковская елка», а победителем в номинации «Туристическое событие по популяризации народных традиций и промыслов» стал Международный фестиваль народных художественных промыслов «Секреты мастеров», Нижегородская область.
В селе Большое Болдино ежегодно проводится Всероссийский Пушкинский праздник поэзии — торжества, приуроченные к дню рождения А. С. Пушкина. Праздник отмечают с 1976 года, в ближайшие к 6 июня выходные дни. Традиционно на него съезжаются гости со всей страны: участие в фестивале принимают заслуженные деятели культуры и искусства, писатели и поэты из многих регионов. В программе праздника церемония вручения литературных премий «Болдинская осень», чтение стихов.

### Паломнический туризм
Обитель Дивеевского монастыря является местом паломничества. в Троицком соборе монастыря хранятся мощи Серафима Саровского. Для священников гостиницы обустроены на территории монастыря, для паломников построена гостиница на 460 мест в поселке Северный. По состоянию на 2009 год  поездки из Нижнего Новгорода в монастырь епархией организовывались три раза в неделю. Епархией и администрациями различного уровня организовываются единичные поездки для инвалидов, ветеранов и пенсионеров.
- Музей-заповедник А. С. Пушкина «Болдино»
- Санаторий «Старая Пустынь»
- Казанская церковь с.Рожново/г.Бор
- Башня Шухова на Выксунском металлургическом заводе
- Пляж на берегу озера Светлояр

### Круизный туризм
С 1999 года работает туристская фирма «Волга — Флот — Тур», являющееся дочерним предприятием Волжского пароходства и развивающее туристское направление в деятельности Волжского пароходства. Также туристские круизные маршруты организовывают ООО «Гама», ООО «Вояжель», а также ряд фирм, эксплуатирующих малый флот. Данные компании имеют на своем балансе 21 пассажирский теплоход. В 2009 году компании осуществили перевозку более 37,5 тысяч туристов, в 2010 году — более 53 тысяч туристов. Кроме круизных маршрутов организовываются экскурсионные речные поездки. В 2010 году прогулочный флот обслужил 62 тысячи экскурсантов. Данное направление туризма требует развития так как из-за обмеления Волги и Оки требуются дноуглубительные работы, также необходима возможность швартовки 3-4-палубных теплоходов в ряде городов Нижегородской области для того, чтобы их также можно было задействовать в круизных маршрутах.

### Сельский туризм
В Нижегородской области сельский туризм имеет государственную поддержку. Субъекты туристической индустрии, которые работают в данной сфере получают возмещение части процентной ставки по кредитам коммерческих банков, направленным на строительство, ремонт, реконструкцию, приобретение оборудования. Организации и индивидуальные предприниматели в рамках программ поддержки субъектов малого и среднего предпринимательства в сфере сельского туризма имеют приоритет при получении поддержки на возмещение части затрат на приобретение оборудования, в том числе в лизинг.
Сельский туризм в Нижегородской области наиболее развит в Воскресенском муниципальном районе. На территории района организовано шесть экскурсионных маршрутов, среди которых четыре по селу Владимирское и два маршрута по территории природного парка «Воскресенское Поветлужье», который действует с 2008 года. В селе Владимирское действует Центр развития Нижегородского Заволжья, где имеется возможность ознакомиться с изделиями мастеров народных ремесел и культурным наследием севера Нижегородской области, а также мини-гостиница круглогодичного действия и гостевой дом «У Истока» на 16 мест.
В селе Троицкое на слиянии рек Уста и Ветлуга расположен туристский комплекс «Серая лошадь» который включает в себя гостевые дома, столовую, две бани с купелью, сельский театр и сельский клуб в стиле деревянного зодчества, характерного для северного Заволжья, конеферму на 50 лошадей, фаун-парк «Ноев Ковчег», в котором собрано более 50 видов животных, в том числе северные олени, пятнистые олени, маралы, лоси, косули, яки. Туристы на территории комплекса имеют возможность участвовать в работах на огороде, ходить в поход за ягодами и грибами, рыбачить в заводях и озерцах старицы Ветлуги, ухаживать за лошадьми и другими животными на ферме, наблюдать в фаун-парке за жизнью диких животных в естественной среде обитания, совершать конные прогулки.
Также в районе действуют гостиница «Святогор» на 24 места и гостевой дом «Белая дача» на 16 мест; рекреационный комплекс по типу сельского туризма «Шишенинская заимка» в деревне Шишенино; загородная усадьба «Бараниха» в деревне Бараниха; гостевой дом «Перенга» в деревне Анненка; гостевой дом «Пилигрим» в деревне Игнатьево.
- Очередь в Нижегородский государственный художественный музей
- Керженский заповедник
- Мемориальный музей В. П. Чкалова
- Архитектурно-этнографический музей-заповедник «Щёлоковский хутор»